# Jean-Paul Gauzès

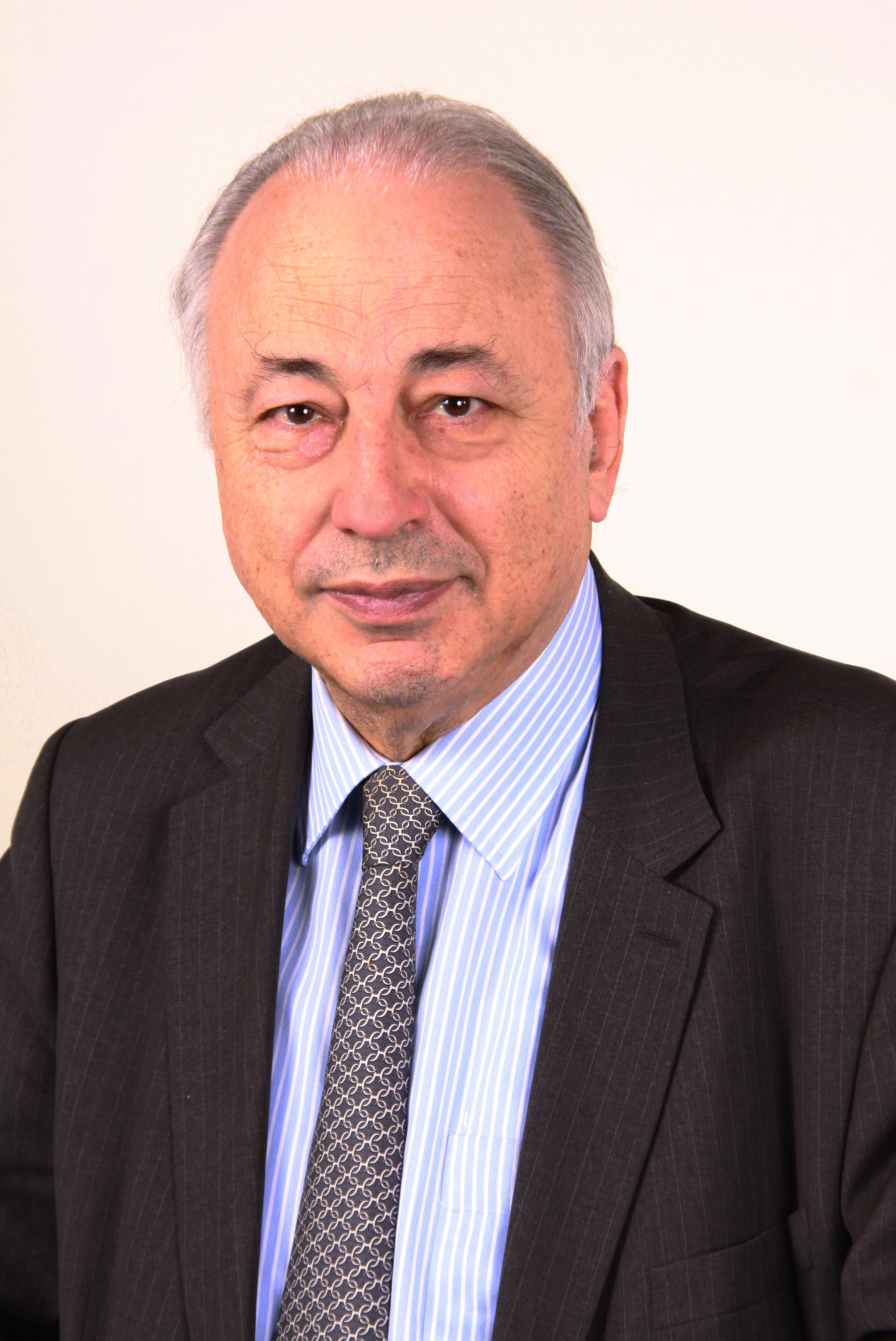
Jean-Paul Gauzes

Jean-Paul Gauzès (* 1. Oktober 1947 in Toulouse; † 13. September 2023 in Paris) war ein französischer Politiker der Union pour un mouvement populaire (UMP).

## Leben
Gauzès studierte Wirtschafts- und Rechtswissenschaften und war nach seinem Studium als Rechtsanwalt tätig. Von 1983 bis 2013 war er Bürgermeister von Sainte-Agathe-d’Aliermont. Gauzès war von 2009 bis 2014 Abgeordneter im Europäischen Parlament, er gehörte zu den Erstunterzeichnern der Organisation Finance Watch.

## EU-Abgeordneter
In der Wahlperiode 2009 bis 2014 war Gauzés Mitglied des Vorstandes der Fraktion der Europäischen Volkspartei und Mitglied im Ausschuss für Wirtschaft und Währung sowie in der Delegation für die Beziehungen zur Koreanischen Halbinsel. Als Stellvertreter war Gauzes im Ausschuss für Landwirtschaft und ländliche Entwicklung sowie in der Delegation in der Paritätischen Parlamentarischen Versammlung AKP-EU.

## EFRAG-Präsident
Im Jahr 2016 schlug die Europäische Kommission Gauzès für die Rolle des Präsidenten der European Financial Reporting Advisory Group (EFRAG) vor. Nach einer Anhörung bestätigte der Ausschuss für Wirtschaft und Währung im Mai 2016 die Nominierung von Gauzès. Er war bis zum Ende seiner sechsjährigen Amtszeit im Juni 2022 Präsident der EFRAG. In seine Amtszeit fiel die Governance-Reform von EFRAG, die in der Organisation eine neue Säule der Nachhaltigkeitsberichterstattung schuf und sicherstellte, dass EFRAG europäische Standards für die Nachhaltigkeitsberichterstattung gemäß den Vorgaben der Richtlinie (EU) 2022/2464 (CSRD) entwickeln kann.

## Auszeichnungen
- 1985: Ritter des Ordre des Palmes Académiques
- 1987: Ritter des französischen Verdienstordens
- 2004: Ritter der Ehrenlegion